# Acacia julifera
Acacia julifera é uma espécie de leguminosa do gênero Acacia, pertencente à família Fabaceae.